# اس‌تی‌اس-۷۳
اس‌تی‌اس-۷۳ (انگلیسی: STS-73) یکی از ماموریت‌های برنامه شاتل‌های فضایی بود که در تاریخ ۲۰ اکتبر ۱۹۹۵ از پایگاه فضایی کندی به فضا پرتاب شد. این ماموریت که حدوداً شانزده روز به طول انجامید توسط شاتل کلمبیا انجام گرفت.